# W70

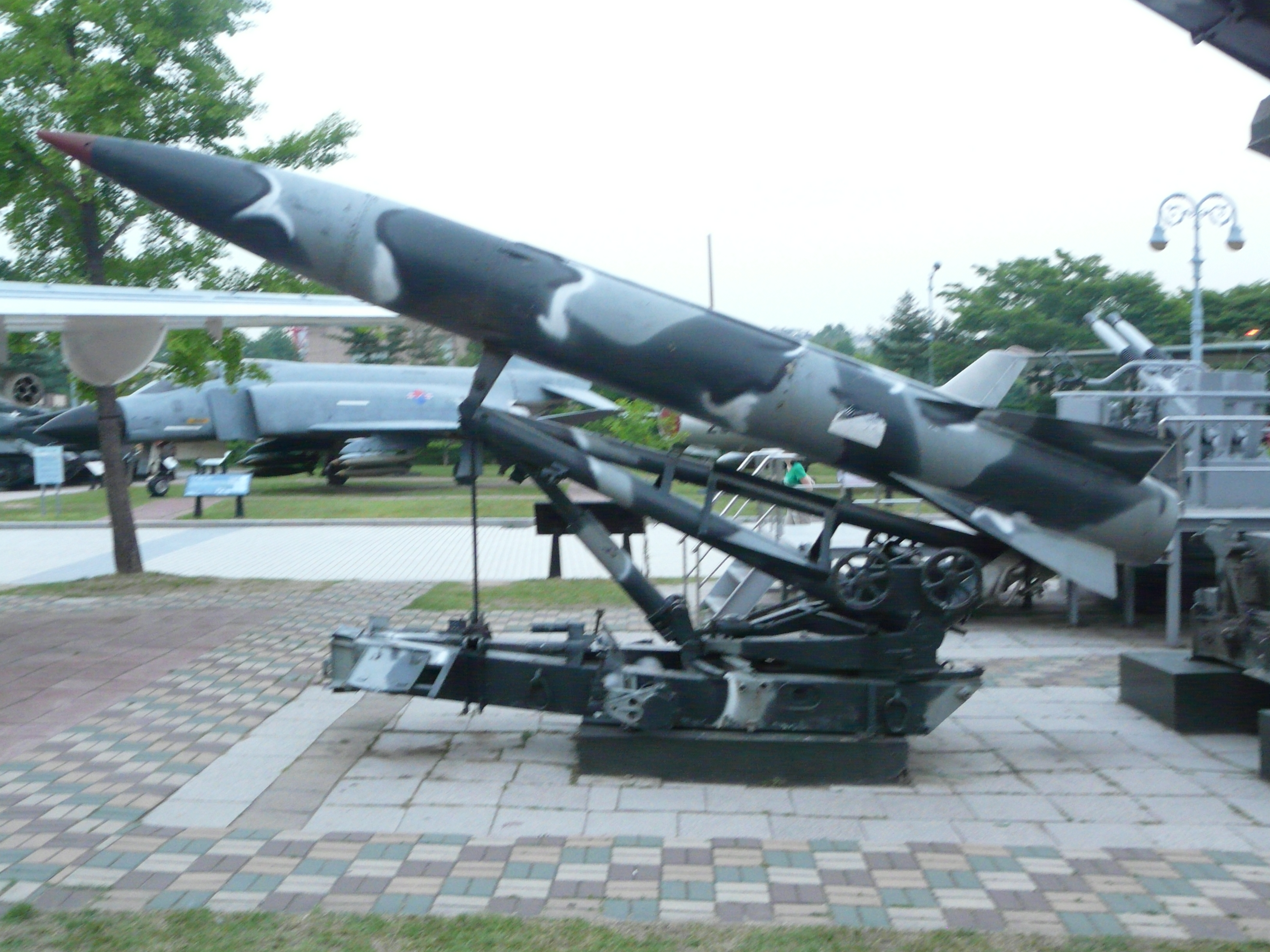
용산 전쟁 기념관의 랜스 미사일

W70은 미국의 열핵탄두이다.

## 역사
1970년대 초반 미국의 전술 핵무기로 개발되었다. 로렌스 리버모어 국립 연구소가 설계했다. MGM-52 랜스 미사일에 탑재했다. 1250발이 생산되었다. 1-100 kt 폭발력을 가졌으며, 폭발력을 설정할 수 있다.
W70-3은 실전용으로 개발된 최초의 중성자탄이다. 1 kt의 폭발력인데, 방사능은 엄청나게 방출한다. 1981-1983년 생산되었으며, 1992년에 퇴역했다.

## 대한민국
1975년 9월 26일, 1개월 이내에 이스라엘에 최초의 랜스 미사일이 공급될 것이라고 보도되었다.
1976년 1월 28일, 주한 제4유도탄 사령부의 어네스트존, 서전트 미사일을 랜스미사일로 대체중인 것으로 밝혀졌다. 현재 랜스 미사일은 대부분 유럽에 배치되어 있다.
1976년 2월 6일, 미국 국방부 국방뉴스 담당공보관 R J 오브라이엔 공군 중령은 배치하지도 않았고, 계획도 없다며 한국 언론의 보도를 부인했다.
1960년대부터 보유했던 사거리 48 km의 어네스트존 미사일을 대체해 신형 랜스 미사일을 보유하고자 했으나 미국이 거부하자 단거리 지대지 미사일을 자체 개발한 것이 바로 백곰 미사일이다.
1986년 11월, 1978년 주한미군 제4미사일부대가 해체된 이후 취약해진 중거리 미사일 체제를 보강하기 위해, 랜스 미사일이 주한미군 2사단에 배치된다. 사거리 120 km, 속도 마하3, 저장식 액체연료를 사용하이, 고도의 기동성을 갖춘 게 특징이다.
1987년 INF 조약이 체결되었다. 랜스 미사일은 사거리가 500 km가 되지 않아서 제외되지만, 조약의 전체적인 분위기가 중단거리 핵미사일을 모두 폐기하는 방향이었다.
2018년 트럼프 대통령이 INF 조약의 폐기를 경고한 가운데, 미국 의회가 중단거리 핵미사일 개발을 승인했다. 한국에 랜스 미사일이 새로 배치될 수 있다는 의미이다. 이미 주한미군에 배치되어 있는 에이태킴스 미사일에 W70 같은 핵탄두 장착을 미국 의회가 승인했다는 의미로도 해석할 수 있다.

## 같이 보기
- MGM-52 랜스
- 핵무기 목록